# Delray Beach
Delray Beach es una ciudad ubicada en el condado de Palm Beach en el estado estadounidense de Florida. Es sede de la playa Delray, considerada una de las mejores playas para familias de la Florida. En el Censo de 2020 tenía una población de 66,846 habitantes y una densidad poblacional de 1620,74 personas por km².

## Geografía
Según la Oficina del Censo de los Estados Unidos, Delray Beach tiene una superficie total de 42.09 km², de la cual 40.94 km² corresponden a tierra firme y (2.72%) 1.14 km² es agua.

## Demografía
Según el censo de 2010, había 60.522 personas residiendo en Delray Beach. La densidad de población era de 1.437,92 hab./km². De los 60.522 habitantes, Delray Beach estaba compuesto por el 65.71% blancos, el 28.02% eran afroamericanos, el 0.2% eran amerindios, el 1.83% eran asiáticos, el 0.06% eran isleños del Pacífico, el 2.46% eran de otras razas y el 1.72% pertenecían a dos o más razas. Del total de la población el 9.53% eran hispanos o latinos de cualquier raza.